# Тит Флавій Сабін (консул 47 року)
Тит Флавій Сабін (лат. Titus Flavius Sabinus; 8 —20 грудня 69) — політичний та військовий діяч Римської імперії, консул-суффект 47, 52 та 69 років, брат імператора Веспасіана.

## Життєпис
Походив з роду Флавіїв. Народився у 8 році в Рієті. Син Тита Флавія Сабіна, сенатора, та Веспасії Полли. У 43 році служив очільником легіону під час підкорення Британії. У 47 році став консулом-суффектом разом з  Гнеєм Гозідієм Гетою. У листопаді 52 року знову призначений консулом-суффектом.
У 53—56 роках керував провінцією Мезією як імператорський легат—пропретор. Його завданням було стримування нападів на провінцію з боку Дакії. У 56—60 та 62—68 роках був міським префектом Риму. Після приходи до влади Гальби у 68 році Сабін втратив цю посаду. Втім, завдяки підтримці Отона у 69 році знову став префектом. Того ж року був вчергове обраний консулом-суффектом, втім Сабін не встиг вступити на посаду.
Під час боротьби за імператорську владу відстоював інтереси свого роду. Після загибелі імператора Отона агітував на користь свого брата Веспасіана. Втім, до Риму раніше увійшли війська Вітеллія. У результаті Сабіна було обложено на Капітолії. Під час цих подій та пожежі, що виникла, Сабін загинув.

## Родина
Дружина — Арреціна Клементіна
Діти:
- Тит Флавій Сабін, консул 69 року
- Флавія Тертула, дружина Луція Цезеннія Пета